# المؤجر
المؤجر هو مالك الأرض الذي استعان بمصادر خارجية لقطع الأرض غير المزروعة كجزء من نظام المشاركة في الزراعة في أوائل العصور الوسطى المعروف باسم نظام الحرث، بموجب هذا النظام، فإن العامل المعروف باسم مقدم الخدمة يوافق على زراعة الأرض المملوكة من قبل المُؤجر مقابل ملكية المحصول وإنتاجه، لاستخدام تربة المؤجر، وعد مقدم الخدمة بحصة (عادة من ثلث إلى ثلثين) من إنتاج المحصول أو عائداته إلى المؤجر. ولكن تباينت مدة هذه الشراكة وقد تمتد عبر الأجيال.